# Erzbistum San Luis Potosí

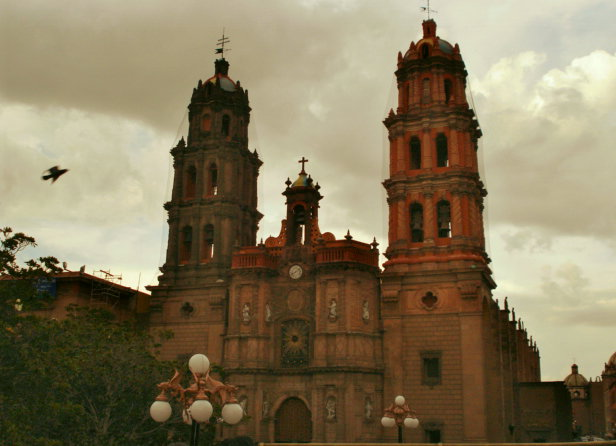
Kathedrale San Luis Rey in San Luis Potosí

Das Erzbistum San Luis Potosí (lat.: Archidioecesis Sancti Ludovici Potosiensis, span.: Arquidiócesis de San Luis Potosí) ist eine in Mexiko gelegene römisch-katholische Erzdiözese mit Sitz in der Großstadt San Luis Potosí.

## Geschichte
Das Bistum San Luis Potosí wurde am 31. August 1854 durch Papst Pius IX. mit der Päpstlichen Bulle Deo Optimo Maximo largiente aus Gebietsabtretungen des Bistums Michoacán errichtet und dem Erzbistum Mexiko-Stadt als Suffraganbistum unterstellt. Am 26. Januar 1863 wurde das Bistum San Luis Potosí dem Erzbistum Michoacán als Suffraganbistum unterstellt. Das Bistum San Luis Potosí gab am 27. November 1960 Teile seines Territoriums zur Gründung des mit der Apostolischen Konstitution Cum rectus rerum errichteten Bistums Ciudad Valles ab.
Am 5. November 1988 wurde das Bistum San Luis Potosí durch Papst Johannes Paul II. mit der Apostolischen Konstitution Nihil optabilius zum Erzbistum erhoben. Das Erzbistum San Luis Potosí gab am 28. Mai 1997 Teile seines Territoriums zur Gründung des mit der Apostolischen Konstitution Apostolicum officium errichteten Bistums Matehuala ab.

## Ordinarien

### Bischöfe von San Luis Potosí
- Pedro Barajas y Moreno, 1854–1868
- Manuel del Conde y Blanco, 1869–1872
- José Nicanor Corona e Izarraraz, 1873–1883
- José María Ignacio Montes de Oca y Obregón, 1884–1921
- Miguel María de la Mora y Mora, 1922–1930
- Guillermo Tritschler y Córdoba, 1931–1941, dann Erzbischof von Monterrey
- Gerardo Anaya y Diez de Bonilla, 1941–1958
- Luis Cabrera Cruz, 1958–1967
- Estanislao Alcaraz y Figueroa, 1968–1972, dann Erzbischof von Morelia
- Ezequiel Perea Sánchez, 1972–1986
- Arturo Antonio Szymanski Ramírez, 1987–1988

### Erzbischöfe von San Luis Potosí
- Arturo Antonio Szymanski Ramírez, 1988–1999
- Luis Morales Reyes, 1999–2012
- José Carlos Cabrero Romero, 2012–2022
- Jorge Alberto Cavazos Arizpe, seit 2022